# Amir John Haddad
Amir John Haddad   (Friburg de Brisgòvia, 1975) és un guitarrista i multiinstrumentista flamenc alemany-espanyol, establert a Espanya des de 1997. Va ser l'ud, busuqui i guitarrista oficial de Radio Tarifa durant gairebé deu anys i en aquest paper va rebre una nominació al Millor Àlbum Folk als Premis Grammy Llatins de 2004.

## Biografia
Haddad va néixer a Friburg de Brisgòvia, Alemanya Occidental el 1975, de mare colombiana i pare palestí. Va començar a aprendre l'oud àrab a casa del seu pare palestí Rimon Haddad, i als 8 anys es va dedicar a la guitarra flamenca i va donar la seva primera actuació pública als 12 anys. L'any 1997, amb 22 anys, es va traslladar a Jerez de la Frontera, una de les cases culturals del flamenc, per ampliar les seves habilitats entre els mestres d'allà, i un any més tard es va traslladar a Madrid. Allà actua sovint en clubs com Las Carboneras, Café de Chinitas, Corral de la Pacheca i Casa Patas. Haddad ha actuat a tot el món i ha tocat en llocs com el Royal Festival Hall, el Barbican Centre i el Royal Albert Hall de Londres, el club de jazz HotHouse de Chicago, el Town Hall de Nova York, Luna Park de Los Angeles, el Teatre Bellini. a Palerm, i el Palau de la música i el Teatre Tivoli de Barcelona. Va ser l'oficial d'ud, busuqui  i guitarrista de Radio Tarifa durant gairebé deu anys i mentre allà va rebre una nominació al millor àlbum de folk als premis Grammy llatins de 2004.
Haddad ha actuat en nombrosos festivals com el Festival de la Guitarra de Còrdova, el MIDEA Festival Tenerife Canary Islands i el Murcia Tres Cultures Festival. L'any 1999 va guanyar el primer premi per la seva composició musical original al Certamen Nacional de Coreografia para Danza Española y Flamenco.
És el guitarrista de la banda World of Hans Zimmer.

## Estil i composicions
Com a intèrpret de flamenc, Haddad destaca per les seves riques veus d'acords, amb una clara influència àrab. Sovint utilitza acords de jazz sofisticats i innovadores sonoritats ampliades per a acords majors i menors, i sovint crea un ambient morisc misteriós i atmosfèric a les seves composicions a través d'un exuberant tapís de novena plana, setena major menor i acords augmentats. A més, sovint utilitza acords inclinats, agafant la corda del baix. Els seus picados solen ser molt executats i sonen nítids, i els seus rasqueados són en cascada i dinàmics. També és un expert en la música rock i la guitarra elèctrica de metall i abraça una àmplia gamma d'estils.
El març de 2013 Haddad, amb la col·laboració de Thomas Vogt i Héctor Tellini, va editar el disc 9 Guitarras, amb música flamenca amb gust àrab i oriental. L'àlbum pren el títol de les nou guitarres flamenques diferents, una per a cada tema, cedides pel distribuïdor de guitarres Mundo Flamenco. Les seves composicions més conegudes, Suena el viento (Rumba), Punta y tacón (Alegría), Recuerdos (Farruca) i Dos Palomas Vuelan (Balada), figuren al disc.